# Bertrand de Meissenier
Bertrand de Meissenier ou Bertrand de Meissonier, (Bertrando di Meychones. en italien), est un ecclésiastique et un diplomate français du XIVe siècle qui a été évêque d'Apt du 10 juillet 1348 au 4 juin 1358, puis archevêque de Naples depuis le 1er juin 1359 jusqu'à son décès le 30 octobre 1362,.
Souvent éloigné de son diocèse par des missions diplomatiques, il laisse, dans cette dernière fonction, fréquemment à son Grand Vicaire Bartolomeo Prignano qui est élu pape, en 1378, et qui prend alors le nom d'Urbain VI,.

## Biographie

### Carrière ecclésiastique
Il est bachelier en droit civil quand le Pape Jean XXII lui attribue, le 7 octobre 1331 le titre de chanoine, assorti d'une prébende, du chapitre de la cathédrale de Lavaur.
Le 10 juillet 1348, il est promu évêque d'Apt. Il est alors sous-diacre et bénéficiaire d'une prébende de chanoine au diocèse de Lavaur, d'une prébende de chanoine au diocèse de Mirepoix, et des revenus de l'église de Grenade au diocèse de Toulouse. Son oncle, le Cardinal Bertrand du Pouget obtient à l'occasion de cette promotion, l'autorisation de distribuer lui-même les bénéfices que le nouveau prélat ne pouvait désormais conserver.
Le 4 juin 1358, il devient archevêque de Naples. La prise de possession de ce siège intervient dans un contexte tendu. Bertrand de Meissenier n'a pas été élu par le chapitre de l'église cathédrale de Naples, mais transféré sous l'autorité du pape Innocent VI.
Le 21 mars 1359, il reçoit, avec l'archevêque de Bénévent Pierre du Pin, le privilège d'absoudre « in articulo mortis », le roi Louis de Tarente, alors malade, si celui-ci venait à décéder, malgré l'interdit dont le royaume de Naples a été frappé par le Pape Innocent VI à cause des retards de paiement par ses souverains des cens dus à la papauté. Le 1er juin 1359, Bertrand de Meissenier est consacré Archevêque de Naples.
Le 5 avril 1362, dans le cadre du « Parlement Général du Royaume », tenu à Naples, il prononce, en présence des souverains et des barons, une harangue à l'intention des prélats et du clergé.

### Carrière civile et diplomatique
Le 11 avril 1349, il paye par l'intermédiaire d'un marchand de Florence, le « commune servitium » qu'il doit à la Chambre apostolique pour son accession au siège épiscopal d'Apt.
Le 26 octobre 1349, à Apt, il prête hommage, devant Raymond d'Agoult, Sénéchal de Provence et procureur, en cette occasion, de la Reine Jeanne, pour les seigneuries que l'évêque d'Apt tient du comte de Provence : à Saignon, à Saint-Martin-de-Castillon, et à Apt aux lieux dits Roquefure et les Tourettes.
Il réitère cet hommage à Aix-en-Provence, le 18 juin 1351, devant le même Raymond d'Agoult, procureur cette fois du Roi Louis de Tarente et de la Reine Jeanne. Il s'agit moins d'une cérémonie que d'une occasion, pour les feudataires provençaux, étant donné le contexte politique, de faire valoir leurs revendications. L'évêque d'Apt comme ses collègues les archevêques d'Aix  et d'Arles, les évêques de Sisteron et de Gap, et l'abbé de Saint-Victor, suit l'évêque de Marseille, Robert de Mandagout et refuse de suivre à la lettre le rituel de l'hommage : il refuse de s'agenouiller devant le sénéchal et il est le seul qui ne retire pas sa barrette. Les prélats entendent marquer par là qu'il existe quelques problèmes entre l'administration de leur église et l'administration comtale,.
Le 29 janvier 1353, il part d'Avignon pour Gap, chargé par le pape Innocent VI afin de rétablir la paix entre l'évêque Henri de Poitiers et les membres de la famille de son prédécesseur Dragonnet de Montauban. Sa mission est de très courte durée : le 4 février 1353, la chancellerie papale annonçait la translation d'Henri de Potiers à l'évêché de Nevers,.
Le 10 février 1355, il est, avec le sénéchal de Provence Foulques d'Agoult et du juge mage de Provence Giovanni de Vicedominis, l'un des procureurs de la reine Jeanne, qui rendent hommage, à Pise, à l'empereur Charles IV pour les comtés de Provence et de Forcalquier,.
Il est chargé de négocier, par le cardinal Guy de Boulogne, le mariage du frère de ce prélat, Godefroy (ou Geoffroy) d'Auvergne-Boulogne, avec Jeanne de Durazzo, fille de Marie de Calabre et de Charles de Durazzo qui parait, à cause des décès en bas âge de ses frères et demi-frères, l'héritière présomptive durable de Jeanne Ire de Naples. Le projet n'est bien accueilli par la reine et le principal interlocuteur de ces négociations Philippe de Tarente, le troisième époux de Marie de Calabre. Le projet ne se concrétise pas, et après le décès de Bertrand de Meissenier, Guy de Boulogne charge Pierre Amielh, le successeur de Bertrand de Meissenier sur le siège épiscopal de Naples, de cette même mission.
Le 1er juin 1359, le pape Innocent IV le charge de négocier auprès des souverains de Naples, la restitution à l'évêque de Chieti, du château de Montesilvano, au diocèse de Penne que Rostain Gantelme occupe.
Le 21 mai 1361, le pape Innocent VI le charge d'intervenir en faveur des héritiers de Pietro di Vico, mort à la Cour d'Avignon, afin que le roi Louis de Tarente et la reine Jeanne lèvent le séquestre qu'ils avaient mis sur ses biens à la demande de Robert de Tarente, empereur titulaire de Constantinople.